# Melanoplus islandicus
Melanoplus islandicus är en insektsart som beskrevs av Willis Blatchley 1898. Melanoplus islandicus ingår i släktet Melanoplus och familjen gräshoppor. Inga underarter finns listade i Catalogue of Life.